# Мясоедовы
Мясое́довы (Мясоѣдовы) — три русских дворянских рода, все столбового дворянства.
Наиболее известный, польского происхождения, происходит от шляхтича Мясоеда, а в крещении Якова, выехавшего, по сказанию старых родословцев, вместе с братом Хрущом (родоначальником Хрущёвых) из Литвы к великому князю Ивану III (1464). Двое Мясоедовых из этого рода были воеводами в первой четверти XVII века.
При подаче документов (1686) для внесения этого рода в Бархатную книгу, была предоставлена родословная роспись Мясоедовых. Этот род Мясоедовых внесён в VI часть родословной книги Тульской губернии и в VI и II части родословных книг Орловской, Курской, Смоленской, Ярославской, Санкт-Петербургской, Харьковской, Московской, Таврической и Виленской губерний, и он единственный обладает гербом (Гербовник, VIII, 15).
Другой род Мясоедовых (может быть, родственный основному?) восходит к началу XVII века, его родоначальник — Буян-Пётр (Василий) Мясоедов. Этот род Мясоедовых внесён в VI и II ч. родосл. кн. Рязанской
, Тамбовской, Пензенской и Симбирской губерний.
Третий род, от Фёдора Фёдоровича Мясоедова, восходит к 1625.

## Описание гербов

#### Герб Мясоедовых 1785 г.
В Гербовнике Анисима Титовича Князева 1785 года имеется изображение двух печатей с гербами представителей рода Мясоедовых:
1. Герб сенатора 6-го Департамента Правительствующего сената, действительного тайного советника, директора Главной соляной конторы (1803) Николая Ефимовича Мясоедова: в красном поле щита, расположенного на мантии княжеского достоинства, изображен восстающий золотой лев, мордой вправо, с поднятым хвостом. Щит увенчан дворянским шлемом, без шейного клейнода и увенчанный обычной дворянской короной. Нашлемник: семь шпаг, выходящих из короны, рукоятями вверх.
2. Герб Ивана Ивановича Мясоедова: в серебряном поле щита, сидящий на земле нагой розовый человек, с серой птицей на голове. Из правого верхнего угла светит золотое солнце, у которого шесть лучей изображены в виде стрел. Щит увенчан дворянским шлемом без шейного клейнода (дворянская корона отсутствует). Нашлемник: два орлиных крыла. Цветовая гамма намёта не определена[9].

#### Герб. Часть VIII. № 15.
Щит разделён на четыре части, из коих в первой в голубом поле видна с правой стороны выходящая из облак в золотые латы облечённая рука с мечом (польский герб Малая Погоня). Во втором в красном поле белое распростёртое крыло. В третьей части в красном же поле находится серебряная крепость. В четвёртой части в голубом поле изображён выходящий из подошвы щита до половины золотой лев с мечом, вверх подъятым (польский герб Лев II). Щит увенчан дворянскими шлемом и короною с страусовыми перьями. Намёт на щите голубый и красный, подложенный золотом.

#### Герб Мясоедова-Иванова
В 1894 году, решением Департамента Герольдии Правительствующего сената, инженеру путей сообщения, действительному статскому советнику, дворянину Курской губернии Виктору Андреевичу Иванову (1841—1911) дозволено присоединить к его фамилии и гербу фамилию и герб Мясоедовых и именоваться впредь Мясоедовым-Ивановым (описание герба отсутствует).

## Известные представители
- Мясоедов Иван Меньшой Тимофеевич — воевода в Ядрине (1602).
- Мясоедов Ермолай Иванович — воевода в Курске (1618—1619), в Крапивне (1626), в Терках (1632—1635), московский дворянин (1627—1629).
- Мясоедов Роман Фёдорович — соловской городовой дворянин (1627—1629).
- Мясоедов Фёдор Фёдорович — юрьев-польский городовой дворянин (1627—1629), московский дворянин (1636).
- Мясоедов Иван Артемьевич — брянский городовой дворянин (1629).
- Мясоедов Аббакум Владимирович — стольник патриарха Филарета (1627—1629), московский дворянин (1636—1640).
- Мясоедовы: Василий Ермолаевич и Андрей Иванович — патриаршие стольники (1629), московские дворяне (1636—1658).
- Мясоедов Артемий Ермолаевич — московский дворянин (1636—1640).
- Мясоедов Матвей Ермолаевич — стряпчий (1636—1658).
- Мясоедов Яков Фёдорович — стряпчий (1658—1676).
- Мясоедов Григорий Яковлевич — стольник царицы Евдокии Фёдоровны (1692).
- Мясоедовы: Иван Аббакумович, Еремей Константинович, Артемий Романович, Андрей Григорьевич — стряпчие (1669—1692).
- Мясоедовы: Павел Михайлович, Конон Андреевич, Еремей Васильевич, Василий Нефедьевич, Григорий Артемьевич, Афанасий Владимирович, Трофим и Агей Ивановичи — московские дворяне (1667—1692).
- Мясоедовы: Михаил Аббакумович, Иван Яковлевич, Григорий Никитич — стольники (1679—1696)[11][12].
- Алексей Ефимович Мясоедов (ум. 1818) — контр-адмирал, управляющий Исполнительной экспедиции Адмиралтейств-коллегии, капитан над Кронштадтским портом.
- Николай Ефимович Мясоедов — сенатор, московский вице-губернатор и директор Главной соляной конторы (1803).
  - Павел Николаевич Мясоедов (1799—1868) — соученик А. С. Пушкина по Александровскому лицею, офицер армии, служил в Гродненском гусарском полку (1821—1823), по болезни рано вышел в отставку и жил в имении под Тулой.
- Александр Иванович Мясоедов (1793—1860) — генерал-лейтенант, сенатор.
- Николай Александрович Мясоедов (р. 1850) — выборгский губернатор в 1902—1905 гг., сенатор, член Государственного совета.
  - Александр Николаевич (1876—1964) — дипломат, первый секретарь посольства в Риме, камергер.
- Григорий Григорьевич Мясоедов (1834—1911) — русский художник, один из основателей Товарищества передвижных художественных выставок.
- Иван Григорьевич Мясоедов (1881—1953) — русский художник, мастер живописи и графики, представитель символизма и модерна, оформитель почтовых марок Лихтенштейна, фальшивомонетчик, эмигрант.
- Мясоедов-Иванов, Виктор Андреевич (1841—1911) — русский строитель, инженер-путеец, сенатор, член Государственного совета, товарищ министра путей сообщения. 11.05.1894 получил дозволение присоединить к его фамилии и гербу фамилию и герб Мясоедовых и именоваться впредь Мясоедовым-Ивановым.
- Николай Николаевич Мясоедов (1839—1908) — судебный деятель, сенатор.